# Maria Rafael
Maria Lizia Rafael foi uma política moçambicana. Em 1977 ela fez parte do primeiro grupo de mulheres eleitas para a Assembleia da República.

## Biografia
Membro do comité central da FRELIMO Rafael foi candidata da FRELIMO nas eleições parlamentares de 1977, nas quais foi uma do primeiro grupo de 27 mulheres eleitas para a Assembleia da República.